# Septofusidium elegantulum
Septofusidium elegantulum är en svampart som först beskrevs av Pidopl., och fick sitt nu gällande namn av W. Gams 1971. Septofusidium elegantulum ingår i släktet Septofusidium och familjen Nectriaceae.   Inga underarter finns listade i Catalogue of Life.